# The Kick Inside
The Kick Inside is het debuutalbum van singer-songwriter Kate Bush. Het dateert uit 1978 en bevat de originele versie van haar grootste hit Wuthering Heights.
Het album behaalde de 3e plaats in het Verenigd Koninkrijk en de 1e plaats op de Nederlandse Album Top 100.

## Achtergrond
Het album werd uitgegeven toen Kate Bush 19 jaar oud was. Enkele van de nummers op dit album had zij reeds op 13-jarige leeftijd geschreven.
Het album opent met 20 seconden aan walvisgezang dat overloopt in het eerste nummer, getiteld Moving.
De cinematografische en literaire invloeden van Bush zijn het meest merkbaar in het lied Wuthering Heights, de eerste single van het album. Op Them Heavy People bezingt zij George Gurdjieff en Jezus Christus en het titellied, The Kick Inside, is gebaseerd op een oud volksverhaal genaamd "The Ballad of Lizzie Wan". In Strange Phenomena spreekt zij onder andere over déjà vu en bezingt zij het om mani padme hum.
Wuthering Heights werd een no. 1 hit in het Verenigd Koninkrijk, wat Kate Bush aldaar de eerste vrouwelijke singer-songwriter maakte die bovenaan de hitlijsten stond met een zelfgeschreven nummer. In Nederland behaalde het in de top 40 de 4e plaats en in België de 7e.
De tweede single, The Man with the Child in His Eyes, behaalde de 6e plaats op de UK Singles Chart. In Nederland behaalde het de 27ste plaats in de top 40. In de Verenigde Staten stond het op no. 85 op de Billboard Hot 100.
Het album werd geproduceerd door Andrew Powell, een vriend van de ontdekker van Kate Bush: David Gilmour van Pink Floyd.

## Nummers
1. Moving
2. The Saxophone Song
3. Strange Phenomena
4. Kite
5. The Man with the Child in His Eyes
6. Wuthering Heights
7. James and the Cold Gun
8. Feel It
9. Oh to Be in Love
10. L'amour Looks Something Like You
11. Them heavy people
12. Room for the Life
13. The Kick Inside